# حزب اتحاد سریانی (سوریه)
حزب اتحاد سریانی(سریانی: ܓܒܐ ܕܚܘܝܕܐ ܣܘܪܝܝܐ ܒܣܘܪܝܐ، عربی: حزب الإتحاد السرياني في سورية) از احزاب سیاسی آشوری در کشور سوریه می باشد که با هدف نمایاندن تعلق خاطر آشوریان به کشور سوریه تاسیس شده است.این حزب در اول اکتبر سال 2005 تاسیس شد.پس از جنگ داخلی سوریه این حزب به صفوف مخالفین دولت پیوست و در مقابل بشار است ایستاد.